# Культурный либерализм
Культу́рный либерали́зм — течение либерализма, одним из принципов которого является защита от вмешательства государства в личную жизнь и быт человека, то есть культурный либерализм призывает придерживаться собственных культурных норм.
Культурный либерализм выступает против государственного контроля деятельности научных кругов, регулировании азартных игр, проституции, возраста добровольного согласия для вступления в половые отношения, абортов, использования противозачаточных средств, эвтаназии, употребления алкоголя и других наркотиков.  
Сторонники культурного либерализма считают, что не только государство, но и общество не должно навязывать какого-либо конкретного кодекса поведения и правил, например, структура семьи и характер брака.
Данная идеология тесно связана с мультикультурализмом[почему?], который играет немалую роль во внутренней политике некоторых государств Европы (Германия, Нидерланды, Франция, Швеция и др.).